# روسليب مانور (محطة مترو أنفاق لندن)
رايسلب مانر (بالإنجليزية: Ruislip Manor)‏ هي إحدى محطات مترو أنفاق لندن. تقع على خط ميتروبوليتان وبيكاديلي أفتتحت في المنطقة (Zone) رقم 6 أفتتحت في 05 أغسطس 1912.